# Ђерђ Шароши
Ђерђ Шароши (мађ. Sárosi György; Будимпешта, 15. септембар 1912 — Ђенова, 9. јун 1993) је био мађарски фудбалер.

## Биографија
Шароши је био свестрани фудбалер и играо је на више позиција не само у свом матичном клубу, ФК Ференцварош, већ и за репрезентацију Мађарске. Највише је играо на позицији нападача али већ у оно рано време у периоду развија фудбалске игре повлачио се на позицију средњег везног играча. Једно време је у Ференцварошу чак играо и на позицији центархалфа. Са Ференцварошем је освојио пет титула првака државе.
За репрезентацију Мађарске је играо на светском првенству у Француској, где је постигао укупно пет голова и делио је треће место стрелаца шампионата са италијанским репрезентативцем Пиолом иза свог тимског колеге Женгелера и бразилца Леонидаса. На овом првенству је био и капитен Мађарског тима.
После завршетка играчке каријере 1948. преселио се за Италију, где је радио као фудбалски тренер. Између осталих тренирао је ФК Јувентус, Рома, Бари и Ђенова. Такође је тренирао репрезентацију Ирана.
На утакмици Мађарске против Чехословачке, која је завршена победом Мађарске резултатом 8:3, одигране 19. септембра 1937. године у Будимпешти Шароши је постигао 7 голова. На голу Чехословачке је тада био чувени Планичка. Овај рекорд ни један мађарски репрезентативац још није оборио.

## Признања
Са Ференцварошем је освојио пет шампионских титула Мађарске
- 1932.
- 1934.
- 1938.
- 1940.
- 1941. .[2]

Са Ференцварошем је освојио пет купова Мађарске
- 1933.
- 1935.
- 1942.
- 1943.
- 1944. .[3]

У периоду проведеном у Ференцварошу је био три пута краљ стрелаца мађарског шампионата
- 1936.  36’ (голова);
- 1940.  23’ (голова);
- 1941.  29’ (голова);.[4]

Са Мађарским националним тимом је постао трећи стрелац на светском првенству у Француској, (треће место је делио са Пиолом).
- 1938.  5’ (голова);.[5]
  - Најбољи стрелци

Као тренер, са Јувентусом, је освојио једну шампионску титулу Италије
- 1952. .[6]